# Luxiaria permotaria
Luxiaria permotaria är en fjärilsart som beskrevs av Walker 1861. Luxiaria permotaria ingår i släktet Luxiaria och familjen mätare. Inga underarter finns listade i Catalogue of Life.